# Воложин
Воложин (на беларуски: Валожын; на руски: Воложин) е град в Беларус, административен център на Воложински район, Минска област. Населението на града е 10 308 души (по приблизителна оценка от 1 януари 2018 г.).

## История
За пръв път селището е упоменато през 1400 година, през 1929 година получава статут на град.

## Личности
- Диана Арбенина (р. 1974) – певица
- Хаим Берлин (1865 – 1913) – руски равин